# Macareas
Macareas o Macaria (en griego, Μακαρέαι o Μακαρία) fue una antigua ciudad griega situada en Arcadia.
Según la mitología griega, la ciudad fue fundada por Macareo, hijo de Licaón.
Pausanias dice que fue una de las poblaciones pertenecientes al territorio de los parrasios que se unieron para poblar Megalópolis. Añade que estaba entre el santuario de Despena de Licosura y la ciudad de Megalópolis, pasado el río Alfeo, a dos estadios del mismo y a siete de Dáseas y que en su tiempo estaba en ruinas.